# صيد بالخيوط الطويلة

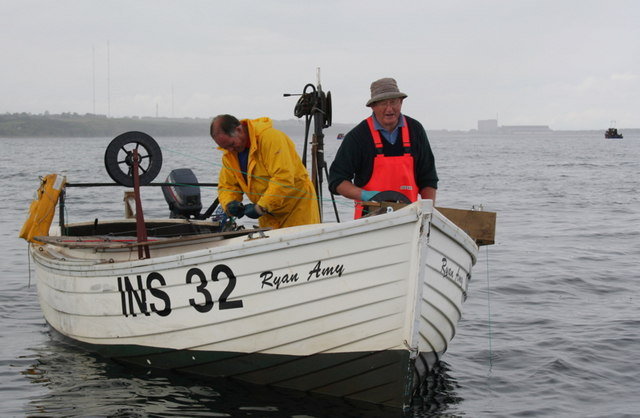
الصيد بالخيوط الطويلة لأسماك الماكريل

الصيد بالخيوط الطويلة (بالإنجليزية: Longline fishing) هو طريقة للصيد التجاري. وتستخدم هذه الطريقة خيطًا طويلاً، يُسمى الخيط الرئيسي، مع تثبيت صنارة مزودة بطعم على فترات عن طريق خيوط فرعية تُسمى شبكة شعر (أو شبكة الصيد). وشبكة الشعر هي خيط قصير مثبت بالخيط الرئيسي باستخدام مشبك أو مرود، مع وجود الخطاف في الطرف الآخر. وتُصنف الخيوط الطويلة بشكل أساسي حسب المكان الذي تُوضع فيه في عمود الماء. ويمكن أن تكون هذه الخيوط على السطح أو في القاع. ويمكن أيضًا وضع الخيوط عن طريق مرساة أو يمكن تركها لتتحرك مع التيار. ويمكن تعليق مئات أو حتى آلاف الصنارات المزودة بالطعم في خيط واحد. وعادة ما تستهدف سفن الصيد بالخيوط الطويلة أسماك سياف البحر والتونا والهلبوت والسابل وغيرها الكثير من أنواع الأسماك الأخرى.
في بعض المصايد غير المستقرة، مثل سمك البتاغوني المسنن، قد لا يُسمح للصيادين إلا بوضع ما يعادل 25 صنارة لكل خيط. وفي المقابل، تقوم سفن الصيد التجاري بالخيوط الطويلة في بعض مصايد الأسماك الكبيرة في بحر بيرنغ وشمال المحيط الهادئ عادة بتشغيل أكثر من 2500 خطاف مزود بالطعم في سلسلة واحدة من الخيوط المتصلة يصل طولها إلى عدة أميال.
يمكن وضع الخيوط الطويلة بحيث تكون معلقة بالقرب من السطح (الخيط الطويل الأوقيانوسي) لصيد أسماك مثل التونا وسياف البحر أو على طول قاع البحر (الخيط الطويل القاعي) لصيد أسماك القيعان مثل الهيلبوت أو القد. وأحيانًا تقوم سفن الصيد بالخيوط الطويلة التي تصطاد سمك السابل، الذي يُشار إليه أيضًا باسم القد الأسود، بوضع معدات في قاع البحر على أعماق تتجاوز 1,100 متر (3,600 قدم) باستخدام المعدات البسيطة نسبيًا. ويمكن استخدام الخيوط الطويلة مع مصائد مثبتة بها بدلاً من الصنارات بالنسبة لصيد سرطان البحر في المياه العميقة.
يشار إلى أن الصيد بالخيوط الطويلة تكون عرضة للصيد العرضي وقتل الطيور البحرية والسلاحف البحرية والقرش.

## الصيد العرضي

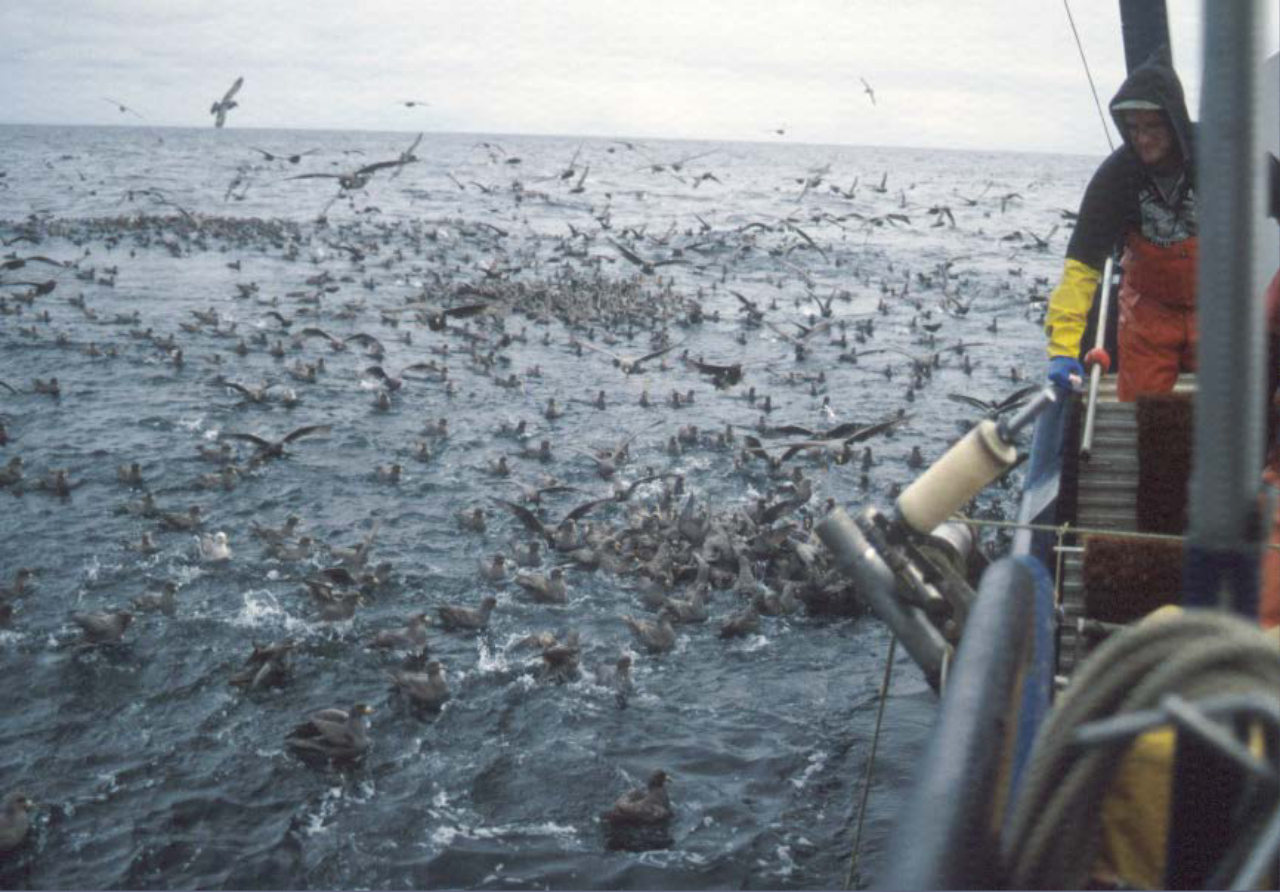
طيور بحرية مع سفينة صيد بالخيوط الطويلة

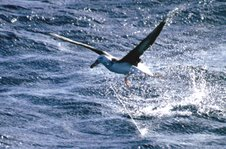
طائر القطرس أسود اللون معلقًا في خيط طويل

يكون الصيد بالخيوط الطويلة مثيرًا للجدل في بعض المناطق بسبب الصيد العرضي (الثانوي)، ويتمثل في الأسماك التي يتم صيدها أثناء البحث عن أنواع أخرى أو صيد الأسماك اليافعة غير الناضجة من الأنواع المستهدفة. ويمكن أن يسبب هذا الكثير من القضايا مثل قتل العديد من الحيوانات البحرية الأخرى أثناء محاولة صيد أسماك تجارية معينة. ويمكن أن تكون الطيور البحرية معرضة بصفة خاصة أثناء وضع الخيط.
وقد نجحت طرق التخفيف من الوفيات العرضية في بعض مصايد الأسماك. وتشمل تقنيات التخفيف استخدام أوزان للتأكد من غطس الخيوط بسرعة ووضع أعلام خفاقة لإبعاد الطيور وتركيب الخيوط فقط ليلاً في ضوء خافت (لتجنب جذب الطيور) وقصر مواسم صيد الأسماك على الشتاء (عندما لا تكون معظم الطيور البحرية تقوم بإطعام صغارها) وعدم تفريغ المخلفات أثناء تثبيت الخيوط.
وقد تم إغلاق موطن الصيد باستخدم الخيوط الطويلة في هاواي والذي يتم من خلاله صيد أسماك سياف البحر في عام 2000، وذلك بسبب مخاوف من فرط الصيد العرضي للسلاحف البحرية، لا سيما السلاحف البحرية الضخمة الرأس والسلاحف جلدية الظهر. وسمحت التغيرات التي أدخلت على قواعد الصيد بإعادة فتح موطن الصيد هذا مرة أخرى. فقد أدى إجراء تعديل على المعدات، لا سيما تغيير في حجم الصنارات الدائرية وطعم الماكريل، إلى القضاء على الكثير من الصيد العرضي للسلاحف البحرية المرتبطة بتقنية الصيد. وقيل إن إحدى نتائج الغلق كانت أن 70 سفينة صيد تتخذ من هاواي مقرًا لها قد تم استبدالها بما يتراوح من 1500 إلى 1700 سفينة صيد بالخيوط الطويلة من عدة بلدان أسيوية، إلا أن هذا لا يستند إلى أي بيانات موثوقة. وبسبب ضعف، وفي كثير من الأحيان، عدم وجود مستندات للصيد الخاص بهذه السفن، فإنه لم يتم التعرف على عدد السلاحف البحرية وطيور القطرس التي تم صيدها من خلال هذه السفن في الفترة بين عامي 2000 و2004. وتم إغلاق موطن صيد سياف البحر في منطقة هاواي مرة أخرى في 17 مارس 2006، عندما تم الوصول إلى حد الصيد العرضي وهو 17 من السلاحف الضخمة الرأس. وفي عام 2010، تم رفع حد الصيد العرضي للسلاحف الضخمة الرأس، ولكن تمت إعادته مرة أخرى إلى الحد السابق بسبب التقاضي. وتتم إدارة مواطن صيد التونا وسياف البحر في منطقة هاواي بموجب مجموعات من القواعد المختلفة نسبيًا. هذا وتُعتبر مصائد التونة واحدة من أفضل المصائد التي تُدار في العالم، وفقًا لمدونة الأمم المتحدة لصيد الأسماك المتسم بالمسؤولية، ولكن تعرضت لانتقادات من قِبل آخرين بسبب مسؤوليتها عن استمرار الصيد العرضي للحيتان القاتلة والطيور البحرية وغيرها من الحياة البرية غير المستهدفة، وكذلك وضع الضغط على مخزونات التونة الجاحظة العينين المستنفدة.
كذلك تنطوي عمليات الصيد بالخيوط الطويلة التجارية على أحد التهديدات الرئيسية لطيور القطرس. فمن بين 22 نوعًا من أنواع طيور القطرس المعترف بها في القائمة الحمراء للاتحاد العالمي للحفاظ على الطبيعية، توجد 6 أنواع مهددة بالانقراض و9 أنواع عرضة للخطر.  ويذكر الاتحاد العالمي للحفاظ على الطبيعية ثلاثة أنواع مهددة بالانقراض على نحو خطير: قطرس أمستردام وقطرس تريستان وقطرس غالاباغوس. والأنواع الأربعة الأخرى شبه مهددة بالانقراض.
وتنجذب طيور القطرس وغيرها من الطيور البحرية التي تتغذى على المخلفات للطعم، وتعلق في الخطاف الموجود بالخيوط الشبكية وتغرق. ويتعرض ما يُقدر بـ 100000 قطرس للقتل سنويًا بهذه الطريقة.